# بطريق نطاط الصخور الجنوبي
البطريق نطاط الصخور الجنوبي (الاسم العلمي: Eudyptes chrysocome) هو نوع ضمن جنس البطاريق المتوجة يعيش في في المياه شبه القطبية في غرب المحيط الهادئ والمحيط الهندي، وكذلك حول السواحل الجنوبية لأمريكا الجنوبية.